# سكلوب بابوياني
سكلوب بابوياني (الاسم العلمي: Cyclops papuanus) هو نوع من المفصليات يتبع جنس السكلوب من الفصيلة السكلوبية.